# Дивачета
„Дивачета“ (на английски: Born to Be Wild) е документален късометражен филм от 2011 г. за осиротялите орангутани и слонове. Режисиран е от Дейвид Лики, сценарист и продуцент е Дрю Фелман. Разпространен е във Съединените щати от „Уорнър Брос Пикчърс“ и „Аймакс Пикчърс“. Филмът е пуснат на 8 април 2011 г., и е разказан от Морган Фрийман.